# Jonas Gunnarsson
Mats Erik Jonas Gunnarsson, född 26 juli 1980 i Alsters församling i Värmlands län, är en svensk politiker (socialdemokrat), som var Sveriges yngsta kommunalråd år 2003[källa behövs].
Gunnarsson började sin politiska aktivitet i SSU Skoghall på 1990-talet. Under hans tid i SSU var han aktiv i Värmlands och Skaraborgs distrikt, som distriktsordförande och distriktsombudsman. Han har innehaft en rad kommunalpolitiska och landstingspolitiska uppdrag och var under en tid kommunalråd i Hammarö kommun. Han var även kandidat för Socialdemokraterna i Europaparlamentsvalet 2009 och stod då på 14:e plats på valsedeln.
År 2010 blev Gunnarsson ledamot av Sveriges riksdag. Han sitter som ledamot i Konstitutionsutskottet och i Europarådets svenska delegation samt som suppleant i Civilutskottet. Gunnarsson har tidigare varit suppleant i Miljö- och jordbruksutskottet, EU-nämnden samt i Europarådets svenska delegation. I april 2015 valdes Gunnarsson till Europarådets Parlamentarikerförsamlings generalrapportör i HBT-rättigheter. Under 2013 hade han även ett rapportörskap med syftet att ta fram ett betänkande med rekommendationer om att Europas länder måste ta fram en gemensam strategi för att förebygga rasism och intolerans i Europa.